# Tambja sagamiana
Tambja sagamiana is een slakkensoort uit de familie van de Polyceridae. De wetenschappelijke naam van de soort is voor het eerst geldig gepubliceerd in 1955 door Baba.